# Partei der Humanisten
Die Partei der Humanisten (Kurzbezeichnung: PdH) ist eine 2014 gegründete Kleinpartei in Deutschland. Die Zusatzbezeichnung lautet Fakten, Freiheit, Fortschritt. Sie trat 2017, 2021 und 2025 zur Bundestagswahl, 2019 und 2024 zur Europawahl sowie ab 2018 zu mehreren Landtagswahlen an. Die Partei hat einen für humanistische Organisationen typischen Fokus auf Säkularisierung und Wissenschaft. Darauf aufbauend hat die Partei Wahlprogramme veröffentlicht, die auch einen Fokus für technologieoffenen Klimaschutz mit einer Wiedereinführung der Kernenergie erkennen lassen.

## Geschichte
Im Frühjahr 2012 entstand in der Facebook-Gruppe „Initiative Humanismus“ das „Manifest der Initiative Humanismus“, das als Grundlage einer humanistischen Partei fungieren sollte. Auf Basis dieses Dokuments wurde die Partei der Humanisten am 4. Oktober 2014 in Berlin gegründet. Der vorläufige Vorstand bestand dabei aus acht Sprechern für verschiedene Themengebiete.
Auf dem ersten ordentlichen Bundesparteitag im März 2015 wurde David Helmus zum ersten Vorsitzenden der Partei gewählt. Als Generalsekretär fungierte Beka Kobaidze, Ioana Hauke übernahm das Schatzmeisteramt. Nach Angaben des Vorsitzenden hatte die Partei im September des gleichen Jahres rund 75 Mitglieder.
Die Gründung des Berliner Landesverbands erfolgte am 2. April 2016. Wenige Monate später wurden die Landesverbände Hessen, Nordrhein-Westfalen und Baden-Württemberg gegründet. Kurz darauf wurde im Februar des Folgejahres auch der Landesverband Bayern gegründet.
Bei der Bundestagswahl 2017 nahm die Partei der Humanisten das erste Mal an einer Wahl teil, wobei sie zunächst nur in Nordrhein-Westfalen wählbar war. Hierfür wurden in der mittlerweile rund 600 Mitglieder starken Partei verschiedene Teams zur innerparteilichen Organisation gegründet. Bei der Wahl erhielt die Partei 5.991 Zweitstimmen.
Nach der Bundestagswahl erhielt die Partei einen Zustrom neuer Mitglieder. Infolgedessen wurden noch im selben Jahr Landesverbände in Hamburg und Niedersachsen, sowie 2018 Landesverbände in Sachsen, Sachsen-Anhalt, Rheinland-Pfalz, Bremen und Schleswig-Holstein gegründet.
Seit 2019 sind Steven Pinker und Michael Shermer Mitglieder im Beirat der Partei.
Die Partei der Humanisten wurde am 15. März 2019 zur Europawahl zugelassen, an der sie mit dem Spitzenkandidaten Robin Thiedmann teilnahm. Sie erreichte dabei 0,2 % bei 62.604 Stimmen, verpasste aber den Einzug ins EU-Parlament.
Im Jahr 2021 wurden die letzten vier Landesverbände, Brandenburg, Mecklenburg-Vorpommern, Thüringen und Saarland gegründet. Kurz nach der Gründung des Landesverbands Brandenburg feierte die Partei ihre neue Größe von 1800 Mitgliedern. Angesichts der COVID-19-Pandemie wurde am 29. Januar und 20. Februar 2022 der erste digitale Bundesparteitag abgehalten.
Im April 2023 wurde der 19-Jährige Lasse Schäfer zum neuen Bundesvorsitzenden gewählt. Er war damit zu der Zeit der jüngste Parteivorsitzende Deutschlands.
Auf dem ordentlichen Bundesparteitag in Jena am 13. und 14. Juli 2024 wurde Felicitas Klings zur neuen Bundesvorsitzenden der PdH gewählt. Lasse Schäfer trat nicht erneut für einen Posten im Bundesvorstand an. Sascha Klughardt übernahm den Posten des Generalsekretärs für den Bundesverband und Narek Avetisyan wurde zum Schatzmeister gewählt.
Am 13. Januar 2025 wurde die Partei vom Bundeswahlausschuss zur vorgezogenen Wahl zum 21. Bundestag am 23. Februar 2025 zugelassen. Die PdH hat 14 Landeslisten aufgestellt. Am 24. Januar 2025 wurden vier dieser Landeslisten von den Landeswahlausschüssen zugelassen. Damit ist die PdH in Bayern, Niedersachsen, Hessen und Sachsen zur Bundestagswahl 2025 wählbar. Für die übrigen Landeslisten konnten nicht ausreichend Unterstützungsunterschriften gesammelt werden. Die Zeit für das Sammeln dieser Unterschriften war durch die vorgezogene Neuwahl des Bundestags drastisch reduziert worden. Zusätzlich zu den vier Landeslisten wurden noch drei Direktkandidaten in Sachsen und zwei in Bayern zugelassen.

## Politische Einordnung
Die Partei der Humanisten (PdH) beruft sich mit ihrer Politik auf den Politischen Humanismus. Auf ihrer Website bezeichnet sie sich als „rational-liberale Partei der Moderne“.
Zu der seit 2006 inaktiven Humanistischen Partei bestehen keine Verbindungen.
Die Partei der Humanisten hat eine Unvereinbarkeitsliste. Dies soll nach eigenen Angaben Probleme mit extremistischen Mitgliedern, wie sie z. B. die Piratenpartei gehabt habe, unterbinden. Unter anderem sind die AfD, JA, Pegida, sogenannte Reichsbürger sowie Die Linke, Antifa-Bewegungen und Querdenker-Gruppierungen auf dieser Liste. Aber auch religiöse Gruppen wie die Zeugen Jehovas, Opus Dei oder Salafisten können vom Parteibeitritt ausgeschlossen werden.

## Inhaltliches Profil
Forderungen sind u. a.:

### Religion
Eine Kernforderung der Partei ist die Trennung zwischen Staat und religiösen Institutionen. Zudem sollen der Gottesbezug und andere religiös begründete Sonderrechte aus dem Grundgesetz, den Landesverfassungen und sonstigen Gesetzen gestrichen werden. Verbrechen kirchlicher Institutionen, wie der massenhafte Kindesmissbrauch, sollen restlos aufgeklärt und strafrechtlich verfolgt werden. Die PdH stellt sich gegen jeden religiösen Extremismus und kritisiert die Blindheit entscheidender politischer Akteure im Umgang mit dem erstarkenden Islamismus in Deutschland.

### EU und Militär
Die PdH verfolgt die Vision einer Errichtung eines Föderalen Europäischen Bundesstaates mit einer Europäischen Verfassung. An die Stelle von Nationalstaaten sollen starke, sich selbst verwaltende Regionen treten (vgl. Eurotopia). Ein verpflichtendes Dienstjahr für Schulabgänger wird abgelehnt. Eine Zivilklausel, die an einigen deutschen Universitäten Forschung zu eindeutig militärischen Zwecken ausschließt, lehnt die Partei ab. Grundsätzlich soll auf längere Sicht eine EU-Armee etabliert werden.

### Wirtschaft
Die PdH bekennt sich zur Sozialen Marktwirtschaft. Sie möchte zudem das Steuersystem durch kontinuierlichen Abbau von Ausnahme- und Sonderregelungen vereinfachen und Subventionen abbauen. Der Atomausstieg wird als Fehler betrachtet und es wird der Bau neuer Kernreaktortypen zur Bekämpfung des Klimawandels gefordert. Dieser wird als große Herausforderung angesehen und es werden verschiedene Maßnahmen der Adaption und Mitigation gefordert. Die Humanisten möchten die Ladenöffnungszeiten deregulieren. Langfristig soll ein universelles Grundeinkommen eingeführt werden.

### Migration und Integration
Die Partei lehnt Obergrenzen bei der Aufnahme von Flüchtlingen ab und bekennt sich klar zum Recht auf Asyl, zur Genfer Flüchtlingskonvention und zum Recht auf subsidiären Schutz. Zugleich betont sie die Bedeutung streng kontrollierter EU-Grenzen zur Eindämmung illegaler Einwanderung. Zur Sicherheit der Gesellschaft wird die Ausweisung von wiederholt oder schwerwiegend straffällig gewordenen Migranten gefordert. Drohen ihnen in ihrem Heimatland Verfolgung oder menschenrechtsverletzende Bestrafungspraktiken wie Folter, soll jedoch keine Ausweisung erfolgen. Die europäische Flüchtlingspolitik soll in einer zentralen Behörde koordiniert werden. Migranten sollen soweit es geht Chancengleichheit in der Gesellschaft und auf dem Arbeitsmarkt erhalten. Im Gegenzug wird Integrationsbereitschaft sowie die Anerkennung europäischer, humanistischer Grundwerte gefordert.

### Selbstbestimmung über den eigenen Körper
Die PdH befürwortet die Legalisierung von Leihmutterschaft, die völlige Gleichstellung von Sexarbeit in Anlehnung an das neuseeländische Modell sowie die Legalisierung von Abtreibungen unabhängig von einer Schwangerschaftswochen-Frist in Anlehnung an das kanadische Modell.
Die Partei setzt sich für einen Schutz von Kindern vor nicht notwendigen körperlichen Eingriffen ein. So wird die Aufhebung der Legalisierung der medizinisch nicht notwendigen Beschneidung männlicher Kinder in § 1631d BGB gefordert.

### Gesundheit und Ernährung
Die PdH fordert, dass die Krankenkassenleistungen ausschließlich Maßnahmen evidenzbasierter Medizin mit wissenschaftlich nachgewiesener Wirksamkeit umfassen sollen. Die privaten Vollkrankenversicherungen sollen abgeschafft und somit das System der Zweiklassenmedizin beendet werden. Die Partei strebt die Legalisierung von aktiver Sterbehilfe an. Zudem wird die Legalisierung aller Drogen befürwortet, jedoch nur für Erwachsene und kombiniert mit gesteigerter Aufklärung, sowie Produktion und Verkauf nur unter staatlicher Kontrolle. Die PdH steht für technologischen Fortschritt und Offenheit gegenüber Technologien wie Gentechnik oder Stammzellenforschung. Der Antibiotika-Einsatz in der Massentierhaltung soll drastisch gesenkt werden zur Vermeidung von Resistenzen. Die PdH hält an Tierversuchen in der Grundlagenforschung fest, möchte jedoch grundsätzlich auf alternative Methoden zurückgreifen, sofern diese verfügbar sind. Die Humanisten streben die Förderung der Erforschung von In-vitro-Fleisch an.

### Menschen als Individuen
Im Leitbild der PdH wird betont, dass „humanistische Politik dem Menschen und keinen Religionen, Ideologien, Dogmen oder Kollektiven dient. Sie richtet sich nicht nach Gruppenidentitäten, sondern sichert die Interessen jedes einzelnen Mitglieds der Gesellschaft.“
Die Humanisten lehnen Geschlechterquoten ab, insbesondere in Bezug auf das Gesetz zur Wahllistenparität in Brandenburg.

### Netzpolitik
Die PdH fordert die Abschaffung der Indizierung, des strafrechtlichen Gewaltdarstellungsverbotes, von verbindlichen Altersfreigaben und des Verbotes verfassungswidriger Symbole in Videospielen. Sie stellt sich ebenfalls gegen Upload-Filter, das NetzDG und weitere Gesetze, die aus ihrer Sicht die Meinungsfreiheit im Netz bedrohen.

## Wahlen
Bei der Bundestagswahl 2017 trat die Partei nur in Nordrhein-Westfalen an und erhielt 5991 Zweitstimmen, was einem Landesanteil von 0,1 % und einem Bundesanteil von 0,0 % entsprach. Bei der Landtagswahl in Bayern am 14. Oktober 2018 nahm der Landesverband Bayern im Wahlkreis Oberbayern teil und erreichte dort 0,1 % der Gesamtstimmen. Bayernweit entsprach dies einem Anteil von 0,0 %. Die Landtagswahl in Hessen am 28. Oktober 2018 ergab für die Landesliste der Partei 0,1 % der abgegebenen gültigen Stimmen.
Bei der Europawahl am 26. Mai 2019 stimmten 0,2 % der Wähler für sie.
Bei der Bürgerschaftswahl in Bremen 2019 entfielen 0,45 % der Gesamtstimmen auf die Partei. Am 1. September 2019 erreichte die Partei bei der Landtagswahl in Sachsen 0,2 % der Zweitstimmen.
Bei der Bürgerschaftswahl in Hamburg 2020 erzielte sie ein Ergebnis von 0,2 %. 2021 erreichte sie bei den Landtagswahlen in Baden-Württemberg (Ergebnis 0,0 %) und bei der Landtagswahl in Sachsen-Anhalt 2021 1.409 Stimmen (0,1 %).
Bei der Bundestagswahl 2021 trat die Partei in allen Bundesländern bis auf das Saarland mit Landeslisten an. Zudem waren 26 Direktkandidaten aufgestellt. Sie erreichte bundesweit 47.838 Stimmen, was 0,1 % entspricht.
Bei der Landtagswahl in Hessen 2023 entfielen 4.265 Stimmen auf die Partei, was 0,2 % der gültigen Stimmen entsprach. Zur Landtagswahl in Bayern 2023 entfielen 14.022 Stimmen auf die Partei, was 0,1 % der gültigen Stimmen entsprach.
Die PdH nahm an der Europawahl 2024 teil und erhielt 82.275 Stimmen (0,2 %), etwa 20.000 mehr als fünf Jahre zuvor. Die PdH versprach in ihrem Wahlprogramm einen neuen Politikstil für Europa, bei dem Experteneinschätzungen stärker berücksichtigt werden sollten.

### Bundestagswahlergebnisse seit 2017
| Bundestagswahlergebnisse | Bundestagswahlergebnisse | Bundestagswahlergebnisse | Bundestagswahlergebnisse | Bundestagswahlergebnisse |
| Jahr                     | Stimmenanzahl            | Stimmenanteil            | Sitze                    | Spitzenkandidat          |
| ------------------------ | ------------------------ | ------------------------ | ------------------------ | ------------------------ |
| 2017                     | 05.991                   | 0,0 %                    | 0/709                    | Philipp Schaub           |
| 2021                     | 47.838                   | 0,1 %                    | 0/735                    | [ 74 ]                   |
| 2025                     | 14.446                   | 0,0 %                    | 0/630                    | [ 75 ]                   |

### Europawahlergebnisse seit 2019
| Europawahlergebnisse | Europawahlergebnisse | Europawahlergebnisse | Europawahlergebnisse | Europawahlergebnisse |
| Jahr                 | Stimmenanzahl        | Stimmenanteil        | Sitze                | Spitzenkandidat      |
| -------------------- | -------------------- | -------------------- | -------------------- | -------------------- |
| 2019                 | 62.604               | 0,2 %                | 0/96                 | Robin Thiedmann      |
| 2024                 | 82.275               | 0,2 %                | 0/96                 | Sascha Boelcke       |

## Landesverbände
| Landesverband | Landesverband          | Gründungsdatum     | Vorsitzende/r      | Letzte Landtagswahl | Bundestagswahl 2017 | Europawahl 2019 | Bundestagswahl 2021 | Europawahl 2024 |
| ------------- | ---------------------- | ------------------ | ------------------ | ------------------- | ------------------- | --------------- | ------------------- | --------------- |
|               | Baden-Württemberg      | 3. Dezember 2016   | Steven Schmitt     | [00]0,0 % (2021)    | —                   | 0,2 %           | 0,1 %               | 0,2 %           |
|               | Bayern                 | 11. Februar 2017   | Philip Ledina      | 0,1 % (2023)        | —                   | 0,2 %           | 0,1 %               | 0,2 %           |
|               | Berlin                 | 2. April 2016      | Henry Schmidt      | 0,2 % (2023)        | —                   | 0,2 %           | 0,2 %               | 0,2 %           |
|               | Brandenburg            | 13. März 2021      | Janko Reim         | —                   | —                   | 0,1 %           | 0,1 %               | 0,2 %           |
|               | Bremen                 | 9. Juni 2018       | Axel Börold        | —                   | —                   | 0,4 %           | 0,2 %               | 0,2 %           |
|               | Hamburg                | 1. Oktober 2017    | Alex Seyfarth      | 0,2 % (2020)        | —                   | 0,2 %           | 0,1 %               | 0,2 %           |
|               | Hessen                 | 25. September 2016 | Bastian Kreienhoop | 0,2 % (2023)        | —                   | 0,2 %           | 0,1 %               | 0,2 %           |
|               | Mecklenburg-Vorpommern | 24. Mai 2021       | Felix Teschke      | 0,1 % (2021)        | —                   | 0,1 %           | 0,1 %               | 0,2 %           |
|               | Niedersachsen          | 25. November 2017  | Roxane Kirschmann  | 0,2 % (2022)        | —                   | 0,2 %           | 0,1 %               | 0,2 %           |
|               | Nordrhein-Westfalen    | 22. Oktober 2016   | Niclas Schirmer    | 0,1 % (2022)        | 0,1 %               | 0,2 %           | 0,1 %               | 0,2 %           |
|               | Rheinland-Pfalz        | 15. April 2018     | Felix Jäger        | —                   | —                   | 0,1 %           | 0,1 %               | 0,2 %           |
|               | Saarland               | 20. November 2021  | Fabian Grünewald   | 0,1 % (2022)        | —                   | 0,1 %           | —                   | 0,2 %           |
|               | Sachsen                | 7. Januar 2018     | Eric Clausnitzer   | 0,2 % (2019)        | —                   | 0,2 %           | 0,2 %               | 0,2 %           |
|               | Sachsen-Anhalt         | 31. März 2018      | Cedric Rojahn      | 0,1 % (2021)        | —                   | 0,2 %           | 0,1 %               | 0,2 %           |
|               | Schleswig-Holstein     | 20. Oktober 2018   | Sascha Boelcke     | 0,1 % (2022)        | —                   | 0,2 %           | 0,1 %               | 0,2 %           |
|               | Thüringen              | 29. Mai 2021       | Frederic Forkel    | —                   | —                   | 0,1 %           | 0,1 %               | 0,1 %           |
| Quelle:       |                        |                    |                    |                     |                     |                 |                     |                 |

## Organisation

### Bundesvorstand
| Bundesvorstand                         | Bundesvorstand   |
| -------------------------------------- | ---------------- |
| Parteivorsitzende                      | Felicitas Klings |
| Generalsekretär                        | Sascha Klughardt |
| Schatzmeister                          | Daniel Keye      |
| Stellvertretender Parteivorsitzender   | Yannick Ziener   |
| Stellvertretender Generalsekretär      | Andreas Stirner  |
| Stellvertretende Schatzmeister         | Andy Becker      |
| Weiteres Mitglied des Bundesvorstandes | Fabian Grünewald |

### Parteivorsitzende
| Parteivorsitzender | Beginn der Amtszeit | Ende der Amtszeit |
| ------------------ | ------------------- | ----------------- |
| David Helmus       | 15. März 2015       | 22. Mai 2016      |
| Felix Bölter       | 22. Mai 2016        | 27. Mai 2018      |
| Robin Thiedmann    | 27. Mai 2018        | 28. Juli 2019     |
| Jan Steinhauser    | 28. Juli 2019       | 29. August 2020   |
| Alexander Mucha    | 29. August 2020     | 20. Februar 2022  |
| Andreas Schäfer    | 20. Februar 2022    | 3. Dezember 2022  |
| Richard Gebauer    | 3. Dezember 2022    | 15. April 2023    |
| Lasse Schäfer      | 15. April 2023      | 14. Juli 2024     |
| Felicitas Klings   | 14. Juli 2024       | amtierend         |